# ليمبستر (نيوهامشير)
ليمبستر (بالإنجليزية: Lempster, New Hampshire)‏ هي بلدة أمريكية تقع في الولايات المتحدة في مقاطعة سوليفان. قدر عدد سكانها سنه 2020 بـ 1,118 نسمة ومساحتها 84.9 كم2وترتفع عن سطح البحر 426 متر.

تتضمن المستوطنات:
- مركز المدينة (قرية ليمبستر): تُشير هذه العبارة إلى المنطقة المركزية للبلدة، حيث تتركز الخدمات الرئيسية والسكان.
- قرية إيست ليمبستر: تُشير هذه العبارة إلى منطقة سكنية أصغر تقع في الجزء الشرقي من البلدة.

## التاريخ
تم منح المنطقة التي تعرف الآن باسم ليمبستر للمرة الأولى عام 1735 من قبل الحاكم الاستعماري جوناثان بيلشر وأطلق عليها اسم "رقم 9" (لأنها كانت التاسعة في سلسلة من الحصون التي أقيمت للدفاع ضد هجمات الأمريكيين الأصليين). ثم أعاد الحاكم بينينج وينتورث منحها مرة أخرى عام 1753 باسم "دوبلين" نسبة إلى اللورد الاسكتلندي توماس هاي، فيكونت دبلين. وفي عام 1767، مُنحِت المنطقة للمرة الأخيرة باسم ليمبستر، تيمنًا ب السير توماس فيرمور، البارون الثاني ليو مينستر أو "ليمبستر"، وتم تأسيسها رسميًا كبلدة عام 1772.

## الجغرافيا
وفقًا ل مكتب تعداد الولايات المتحدة، تبلغ المساحة الإجمالية لبلدة ليمبستر 32.7 ميل مربع (84.8 كيلومتر مربع). تتكون هذه المساحة من 32.4 ميل مربع (83.8 كيلومتر مربع) من الأراضي و 0.39 ميل مربع (1.0 كيلومتر مربع) من المسطحات المائية، تمثل نسبة 1.22% من إجمالي مساحة البلدة . أعلى نقطة في ليمبستر هي قمة جبل بين الواقعة في الجزء الشرقي من البلدة على ارتفاع 2326 قدمًا (709 أمتار) فوق مستوى سطح البحر. تقع ليمبستر بأكملها ضمن مستجمع مياه نهر كونيتيكت.
- تصرف الجزء الشمالي من البلدة يتم بواسطة مجرى جيليس بروك الذي يتدفق شمالًا إلى الفرع الجنوبي ل نهر شوجار، ويصب في نهر كونيتيكت عند كلارمونت.
- أما الجانب الغربي فيتم تصريفه بواسطة نهر كولد وروافده دودج بروك، واللذان يصبان في نهر كونيتيكت عند والبول.
- بينما يتم تصريف الجزء الجنوبي الشرقي بواسطة نهر آشويلوت الذي يتدفق باتجاه الجنوب الغربي ويصب في نهر كونيتيكت عند هينسديل.

### البلديات المجاورة
تشارلزتاون (شمالا)
لانغدون (شمالا)
أليستيد (شرق)
سري (جنوب شرق)
ويستمورلاند (جنوب)
ويستمينيستر (غرب)
روكينغهام (شمال غرب)

## التركيبة السكانية
وفقًا لإحصاء عام 2010، يبلغ عدد سكان بلدة ليمبستر حوالي 3,734 نسمة، موزعين على 1,576 أسرة و 1,036 منزل. وتشير الإحصاءات إلى وجود 1,715 وحدة سكنية، منها 139 أو 8.1% غير مشغولة. أما بالنسبة للتركيبة السكانية، فيشكل البيض النسبة الأكبر بنسبة 97.3%، يليه الأمريكيون من أصل أفريقي بنسبة 0.3%، و 0.2% من الأمريكيين الأصليين، و 0.5% من الآسيويين. الجدير بالذكر أن الإحصاءات لم تسجل أي نسبة ل سكان جزيرة هاواي أو جزر المحيط الهادئ الأصليين، بينما بلغت نسبة السكان من أعراق أخرى أو خليط من عرقين حوالي 1.7%. بالإضافة إلى ذلك، يشكل اللاتينيون أو الهسبانيون بغض النظر عن العرق نسبة 1.3% من إجمالي السكان.
توزيع سكان ليمبستر حسب العمر:
- أقل من 18 عامًا: 21.8%
- من 18 إلى 24 عامًا: 6.2%
- من 25 إلى 44 عامًا: 22.9%
- من 45 إلى 64 عامًا: 31.7%
- 65 عامًا فأكثر: 17.3%

متوسط العمر: 44.5 سنة
النسبة بين الجنسين:
- لكل 100 أنثى، يوجد 95.2 ذكر.
- لكل 100 أنثى عمرها 18 عامًا فأكثر، يوجد 92.0 ذكر.

### المستوى المعيشي
المستوى المعيشي في ليمبستر (2011-2015):
متوسط الدخل السنوي للأسرة: 66,613 دولار أمريكي.
متوسط دخل العائلة: 77,802 دولار أمريكي.
يلاحظ وجود فجوة في الدخل بين الجنسين، حيث كان متوسط دخل الرجال العاملين بدوام كامل 49,141 دولار أمريكي مقابل 33,566 دولار أمريكي للنساء.
بلغ متوسط الدخل الفردي في البلدة 35,071 دولار أمريكي.

### الفقر
عانى 5.8% من السكان و4.8% من العائلات من الفقر خلال الفترة المذكورة.
كانت نسبة الأطفال تحت سن 18 الذين يعيشون تحت خط الفقر أعلى من نسبة كبار السن البالغين 65 عامًا فأكثر، حيث بلغت 8.0% مقابل 3.4% على التوالي.

## مواقع مميزه
منزل ستيفن رو برادلي
قصر دروزفيل
منزل بيك بوكتر
جسر فيلاس
متحف والبول

## اعلام
- أموس برونسون ألكوت (1799-1888): كاتب، معلم، وفيلسوف.
- لويزا ماي ألكوت (1832-1888): كاتبة (ابنة أموس برونسون ألكوت).
- غلوفر موريل ألين (1879-1942): عالم حيوان.
- كين بيرنيز (مواليد 1953): صانع أفلام وثائقية.
- دافيس كاربنتر (1799-1878): عضو كونغرس أمريكي.
- هيرمان م. تشابين (1823-1879): عمدة مدينة كليفلاند.
- دايتون دنكان (مواليد 1949): كاتب ومنتج أفلام وثائقية.
- فرانكلين هوبر (1851-1914): أستاذ جامعي، رئيس كلية أنطاكية، مؤسس متحف بروكلين.
- القس جوناثان ليافيت (1731-1802): أول قسيس، طُرد لاحقًا من قبل البلدة.
- تشارلز هولاند ماسون (1822-1894): سياسي ومحامي.
- إليزا آن أوتيس (1833-1904): شاعرة وصحفية وفاعلة خير.
- هاورد بيتري (1906-1968): ممثل في الراديو والتلفزيون والسينما.
- غاري سميث: منتج أسطوانات.
- توم فايتش (1941-2022): كاتب.
- روجر فوس (1763-1841): عضو كونغرس أمريكي.
- هوراس ويلز (1815-1848): رائد في مجال التخدير في طب الأسنان، تحديدًا استخدام أكسيد النيتروس.